# Microbianor nigritarsus
Microbianor nigritarsus is een spinnensoort in de taxonomische indeling van de springspinnen (Salticidae).
Het dier behoort tot het geslacht Microbianor. De wetenschappelijke naam van de soort werd voor het eerst geldig gepubliceerd in 2000 door Dmitri Viktorovich Logunov.